# Стюарт (округ, Джорджія)
Шаблон:StateAbbr_ 32°05′ пн. ш. 84°50′ зх. д. / 32.08° пн. ш. 84.84° зх. д.
Округ  Стюарт (англ. Stewart County) — округ (графство) у штаті  Джорджія, США. Ідентифікатор округу 13259.

## Історія
Округ утворений 1830 року.

## Демографія
За даними перепису 
2000 року 
загальне населення округу становило 5252 осіб, усе сільське.
Серед мешканців округу чоловіків було 2510, а жінок — 2742. В окрузі було 2007 домогосподарств, 1349 родин, які мешкали в 2354 будинках.
Середній розмір родини становив 3,07.
Віковий розподіл населення поданий у таблиці:
| Стать    | До 15 років | 15-21 | 22-29 | 30-39 | 40-49 | 50-65 | 65-85 | Понад 85 |
| -------- | ----------- | ----- | ----- | ----- | ----- | ----- | ----- | -------- |
| Чоловіки | 563         | 271   | 204   | 360   | 339   | 394   | 337   | 42       |
| Жінки    | 520         | 222   | 231   | 334   | 398   | 443   | 471   | 123      |

## Суміжні округи
- Чаттагучі — північ
- Вебстер — схід
- Рендолф — південь
- Квітмен — південний захід
- Барбур, Алабама — захід
- Расселл, Алабама — північний захід

## Виноски
1. ↑  U.S. Decennial Census. United States Census Bureau. Архів оригіналу за 26 квітня 2015. Процитовано 26 червня 2014.
2. ↑  Historical Census Browser. University of Virginia Library. Архів оригіналу за 11 серпня 2012. Процитовано 26 червня 2014.
3. ↑  Population of Counties by Decennial Census: 1900 to 1990. United States Census Bureau. Архів оригіналу за 2 лютого 2019. Процитовано 26 червня 2014.
4. ↑  Census 2000 PHC-T-4. Ranking Tables for Counties: 1990 and 2000 (PDF). United States Census Bureau. Архів оригіналу (PDF) за 18 грудня 2014. Процитовано 26 червня 2014.
5. ↑  State & County QuickFacts. United States Census Bureau. Архів оригіналу за 20 липня 2011. Процитовано 26 червня 2014. [Архівовано 2011-06-07 у Wayback Machine.](англ.) Наведено за англійською вікіпедією.
6. ↑  American FactFinder. Бюро перепису населення США. Архів оригіналу за 26 лютого 2012. Процитовано 31 січня 2008. [Архівовано 2008-05-21 у Wayback Machine.]

| США | Це незавершена стаття з географії США. Ви можете допомогти проєкту, виправивши або дописавши її. |